# Li Bai
Pour les articles homonymes, voir Li.
Dans ce nom, le nom de famille, Li, précède le nom personnel Bái.
Li Bai (chinois : 李白 ; pinyin : Lǐ Bái), né en 702, mort en 762), Li Po ou Li Bo (pinyin : Lǐ Bó), ou encore Li Taibai (chinois : 李太白 ; pinyin : Lǐ Táibái), son nom de plume, est un des plus grands poètes chinois de la dynastie Tang.

## Biographie
Certains aspects de la jeunesse de Li Bai sont incertains. Sa famille avait peut-être pour ancêtre un général de la dynastie Han. Lui-même est peut-être né en Asie Centrale. Il serait venu au Sichuan avec son père, à l'âge de cinq ans. Son éducation est marquée, outre le confucianisme, par le contact avec des pensées hétérodoxes, en raison du caractère périphérique de la province où il vit. Il écrit cependant des poèmes dans le style officiel dès l'âge de quatorze ans. Il devient le disciple d'un ermite, Zhao Rui, sur le mont Omei : c'est ainsi qu'il acquiert la familiarité avec l'attitude taoïste et la sensibilité devant la nature sauvage qui imprègnent par la suite toute sa poésie. À l'âge de vingt-cinq ans, il entreprend de voyager, jusque dans la basse vallée du Yangtse ; il demeure à Yangzhou où il dépense des fortunes. En 726, il épouse la petite-fille d'un ancien premier ministre, à Anlu dans le Hubei. Li Bai mène un vie rangée pendant une dizaine d'années, mais échoue à faire carrière. Il part alors de nouveau en voyage et rencontre en 730 le poète Meng Haoran à qui il consacre un poème. Il séjourne ensuite un temps à Taiyuan, capitale du Shanxi puis se rend dans le Shandong où il fait l'ascension du Taishan, mont sacré. De là il se rend dans le Zhejiang où il rencontre le taoïste Wu Yun qui l'introduit à la cour. Le haut fonctionnaire He Zhizhang le prend sous sa protection, et Li Bai lui consacre un poème lorsque ce dernier meurt. Il obtient un poste à l'académie Hanlin, qu'il perd deux ans après, peut-être à cause de son penchant pour la boisson qui lui aurait fait commettre des indiscrétions. Il reprend alors la route, et fait la rencontre à Loyang de Du Fu, l'un des autres grands poètes de la période Tang.

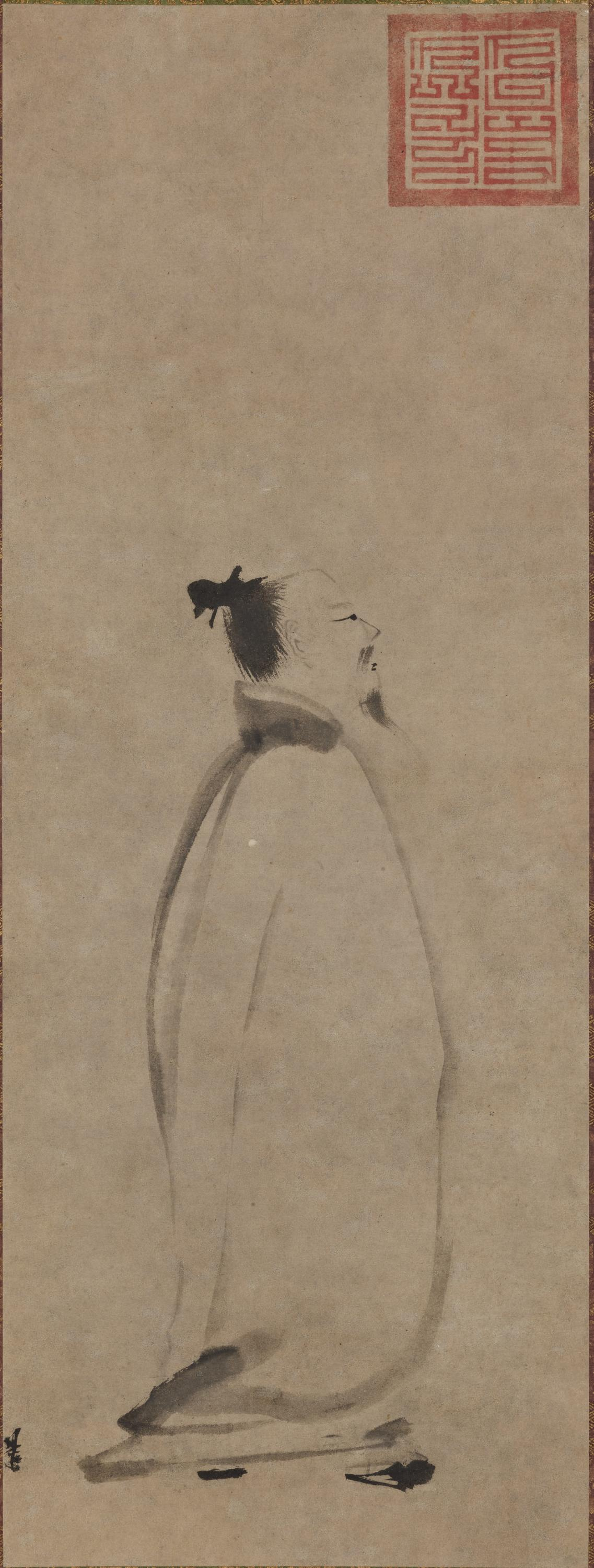
Li Bai chantant un poème,
encre sur papier de Liang Kai (XIIIe siècle).

En 756, il se marie pour la quatrième fois et vit comme ermite taoïste au pied des monts Lushan, tandis que son épouse devient nonne dans un monastère voisin. Lors de la révolte d'An Lushan, l'un des fils de l'empereur Xuanzong, le prince Yong, mécontent que ce soit son frère Suzong qui hérite du trône, entre lui-même en rébellion. Il fait de Li Bai un poète de cour, ce qui vaut à ce dernier, après la défaite de Yong, un séjour en prison. Condamné à l'exil au Yunnan, il se presse si peu pour s'y rendre qu'il n'a pas encore atteint la province lors de l'amnistie de 759. Après son retour, il meurt en 762 chez Li Yangbing (en), calligraphe célèbre, oncle et ami du poète.
Il meurt en novembre 762 mais il existe plusieurs versions sur les circonstances de sa mort. L'Ancien Livre des Tang rapporte que Li Bai a été gracié pour son exil, mais qu'il est mort à Xuancheng à la suite d'une consommation excessive d'alcool en chemin. Li Yangbing, dans sa préface au recueil Cao Tang, affirme que Li Bai est mort de maladie ; Pi Rixiu, dans ses œuvres poétiques, rapporte que Li Bai est mort de « pourriture et de maladie ». Une légende raconte que le poète, ivre, se serait noyé en plongeant d'un bateau pour pêcher le reflet de la lune.

## Poésie

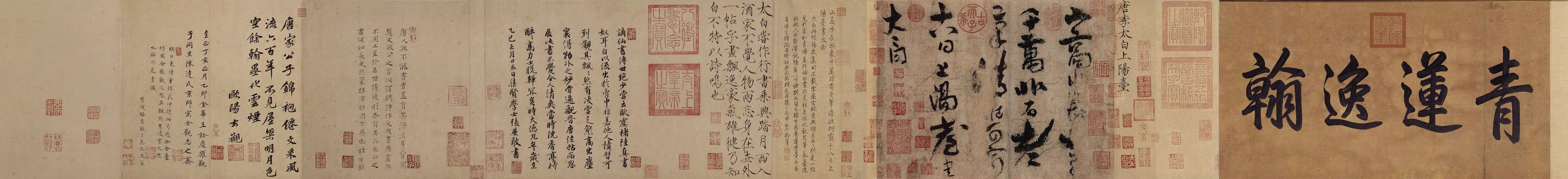
La carte du poème, « Shàng yángtái » (上阳台帖), carte « Sur le Temple Yangtai »), unique exemple restant de la calligraphie de Li Bai, aujourd'hui conservé au musée de la Cité interdite à Pékin

Les éditions des poèmes de Li Bai faites à partir du xie siècle se fondent principalement sur deux séries de manuscrits : la collection conservée par Li Yangbing et celle de Wei Hao, lettré que Li Bai avait rencontré en 754.
La poésie de Li Bai se caractérise par sa spontanéité et porte la marque du taoïsme, mêlant rêve et réalité. Outre les thèmes taoïstes, ses poèmes traitent de l'alcool, des femmes et de la nature sauvage. Sur ce dernier thème, Li Bai a été influencé par Xie Lingyun qui est au début du Ve siècle le précurseur de la poésie de paysage. Plus généralement Li Bai a porté à la perfection des genres et des thèmes poétiques anciens, à l'opposé de Du Fu, introducteur de genres et de thèmes nouveaux. Les deux poètes s'appréciaient cependant, et Du Fu a écrit quatorze poèmes dédiés à Li Bai.
Li Bai a laissé plus de mille poèmes, dont la majorité sont des « poèmes de style ancien » (gu ti shi) qui par leur souplesse avaient la faveur du poète. Mais il a aussi écrit des « poèmes de style moderne » (jin ti shi), des « poèmes à chanter » (yuefu) et des « airs anciens » (gu feng).

### Un poème transcrit

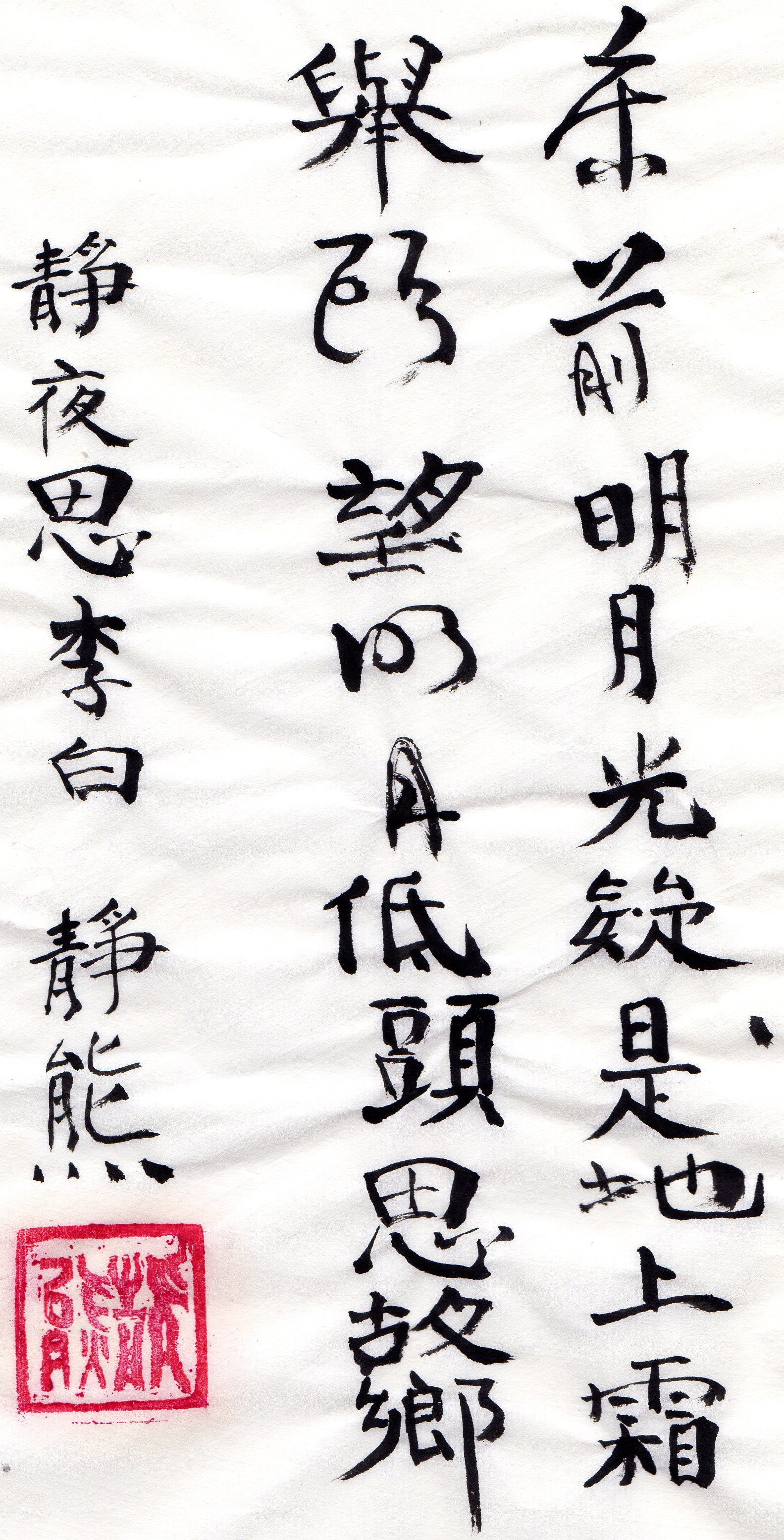
Transcription scolaire du Songe d'une nuit tranquille

Ce poème est sans doute le plus connu de Li Bai, appris par tous les enfants en Chine.
(Tangshi VII. 1. no 233)
| Version originale | Traduction littérale                           | Interprétation libre                                |  |
| ----------------- | ---------------------------------------------- | --------------------------------------------------- |  |
| 静夜思            | Pensées d'une nuit calme                       | Pensées d'une nuit calme                            |  |
| 床前明月光        | Le clair de lune éclaire devant mon lit        | Devant mon lit, l'éclat de la lune s'étale          |  |
| 疑是地上霜        | Le doute, sur le sol, de la gelée ?            | C'est comme un givre blanc qui recouvre la plaine ; |  |
| 舉頭望明月        | Levant la tête je contemple la lune brillante, | Levant la tête, je vois monter la lune pleine,      |  |
| 低頭思故鄉        | Courbant la tête je pense à mon pays natal.    | Baissant les yeux, je songe à mon pays natal.       |  |

## Postérité
Une biographie de Li Bai est incluse dans le Wu Shuang Pu (« Le livre des héros inégalés », 1694).

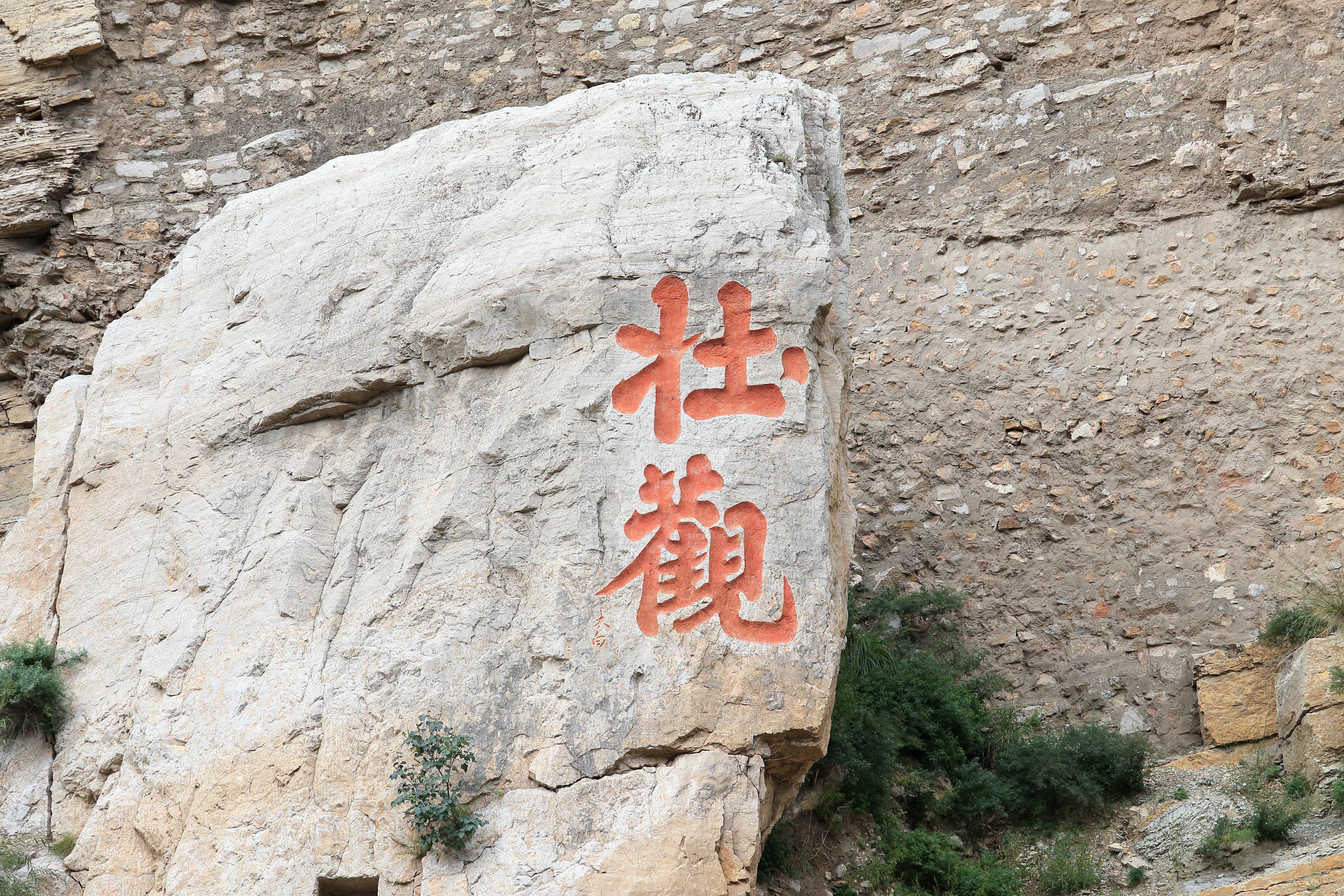
Caractères écrits par Li Bai en 735 sur la falaise ou se trouve le Xuankongsi

La personnalité de Li Bai a fait de lui un personnage de roman et de théâtre. Il est par exemple au xviie siècle le personnage principal de l'un des contes des Trois recueils d'histoires de Feng Menglong.
Plusieurs poèmes de Li Bai, traduits et adaptés en allemand par Hans Bethge furent publiés, avec d'autres poèmes en 1907 sous le titre Die chinesiche Flöte (la flûte chinoise). Ce recueil passa dans les mains de Gustav Mahler qui mit alors en musique en 1907-1908 dans sa symphonie Das Lied von der Erde (Le Chant de la Terre), six poèmes chinois de l'Anthologie dont quatre de Li Bai : La Chanson à boire de la douleur de la Terre, De la jeunesse, De la beauté, L'Homme ivre au printemps, respectivement premier, troisième, quatrième, cinquième mouvements de l'œuvre.
Certains de ses poèmes sont utilisés dans la poésie chantée japonaise de type shigin.
Le poète Charles Cros lui a dédié un poème Li-tai-pé publié dans le recueil Le coffret de santal qui débute par ces vers : « Mille étés et mille hivers passeront sur l’univers, sans que du poète-dieu Li-taï-pé meurent les vers, dans l’Empire du milieu ».
En 2021, le compositeur français Gérard Hilpipre a écrit Trois Poèmes de Li Po pour soprano et orchestre de chambre.

## Traductions en français
- Poésies de l'époque des Thang, traduit par le marquis d'Hervey-Saint-Denys, Amyot, 1862 ; réédition, Paris, éditions Champ libre, 1977  (ISBN 2-85184-071-1) [Traduction des poèmes de Li-Taï-Pé, p. 1-72]
- Paul Demiéville (dir.), Anthologie de la poésie chinoise, Gallimard, coll. « Collection Unesco d'œuvres représentatives. Série chinoise », 1962 (BNF 41619320) ; réédition, Paris, Gallimard, coll. « Poésie » no 156, 1992  (ISBN 2-07-032219-X)
- Florilège de Li Bai, traduit, présenté et annoté par Paul Jacob, Paris, Gallimard, coll. « Connaissance de l'Orient » no 58, 1985  (ISBN 2-07-070352-5)
- (zh + fr) Li Bai, Sur notre terre exilé, édition bilingue, traduit par Dominique Hoizey, Paris, La Différence, coll. « Orphée » no 61, 1990  (ISBN 2-7291-0543-3)
- Poèmes de Li Bai destinés aux calligraphes, traduit par Florence Hu-Sterk, Paris, éditions You-Feng, 2003  (ISBN 2-84279-144-4)
- Li Bai, Écoutez là-bas, sous les rayons de la lune…, traduction et notes par le marquis d'Hervey de Saint-Denys, révisées par Céline Pillon, Paris, éditions Mille et Une Nuits, coll. « La petite collection » no 444, 2004  (ISBN 2-84205-822-4)
- Li Po, L'Exilé du ciel, poèmes traduits par Daniel Giraud, Monaco/Paris, éditions Le Serpent à Plumes, coll. « Motifs » no 200, 2004  (ISBN 2-84261-495-X)
- Anthologie de la poésie chinoise, Paris, Gallimard, coll. « Bibliothèque de la Pléiade » no 602, 2015  (ISBN 978-2-07-014376-4)